# Ведекинд, Август
Август Ве́декинд (нем. August Wedekind; 4 мая 1890, Лиммер — 11 сентября 1955, Дуинген) — немецкий политик, член СДПГ. Депутат ландтага Нижней Саксонии.

## Биография
Окончив начальную школу, получил профессию портного. Отправился путешествовать, затем работал в механической мастерской. Вступил в СДПГ и профсоюз в 1910 году. С 1924 по 1933 год он был мэром своего родного города и членом совета графства. В эпоху национал-социализма был освобожден от всех должностей в 1933 году. Вынужден был покинуть свой дом. После войны стал бургомистром Дуингена в 1945 году. Позже стал депутатом крейстага. С 14 сентября 1953 по 11 сентября 1955 года он был депутатом ландтага Нижней Саксонии 2-го и 3-го созыва.